# 寺田透
寺田 透（てらだ とおる、1915年〈大正4年〉3月16日 - 1995年〈平成7年〉12月21日）は、日本の文芸評論家・フランス文学者。東京大学教養学部教授を歴任。

## 来歴・人物
神奈川県横浜市出身。神奈川一中から第一高等学校をへて東京帝国大学文学部仏文学科卒業、大学時代に、立原道造・杉浦明平とともに同人雑誌をやっていたが、立原が日本浪曼派に接近したことで絶交し、同人雑誌も終わりとなった。戦後、中央大学予科教授、第一高等学校教授から、1949年東京大学教養学部教授。1969年大学紛争のときに事態の収拾法に不満をもち、辞職した。ただし当時の文章や対談では、以前から新制大学に「文人」は適合できないと感じていたと言っている。
なお、弟に人類学者の寺田和夫、横浜一中時代の同級生に川合武、加藤衛、横浜市長・日本社会党委員長となった飛鳥田一雄がいる。飛鳥田の夫人は寺田の妹・幸子である。
1970年に『芸術の理路 法楽帳1968』で毎日出版文化賞受賞。1977年、『義堂周信・絶海中津』で毎日芸術賞受賞。
多くの著書・編著があり、主な著作は『寺田透・評論』（思潮社、第一・二期、計全15巻）に収録されたが、以降も多くの著作を刊行した。

## 著作
- 作家私論 改造社 1949
- 寺田透文学論集 東京大学出版部 1951
- バロック芸術の精神 東京大学出版会 1953
- バルザック 人間喜劇の研究 筑摩書房 1953
- 現代日本作家研究 未來社 1954
- 同時代の文学者 大日本雄弁会講談社 1956
- 文学その内面と外界 弘文堂 1959
- 絵画とその周辺 弘文堂 1959
- 詩的なるもの 現代思潮社 1959
- をりふしの批評 弘文堂 1960
- 理智と情念 作家論集 晶文社（上下）1961
- 表現の思想 現代思潮社 1963
- 近代日本のことばと詩 思潮社 1965
- わが中世 現代思潮社 1967
- バルザック 人間喜劇の平土間から 現代思潮社 1967
- 詩のありか 思潮社 1968
- ドラクロワ 1847～1852　東京大学出版会 1968
- 思想と造型 筑摩書房 1969
- 芸術の理路 法楽帖1968 河出書房新社 1969
- ランボー着色版画集私解 現代思潮社 1970
- 和泉式部 日本詩人選8 筑摩書房 1971
- 北窓の眺め 筑摩書房 1972
- 考える眼 絵画への愛と省察 平凡社選書 1972
- 戦後の文学 河出書房新社 1973
- 源氏物語一面 平安文学覚書　東京大学出版会<UP選書> 1973
- ことばと文体 河出書房新社 1975
- 入谷雑談 筑摩書房 1975。限定本
- 万葉の女流歌人 岩波新書青版 1975
- 無名の内面 河出書房新社 1976
- 義堂周信・絶海中津　日本詩人選24 筑摩書房 1977
- ドストエフスキーを読む 筑摩書房 1978
- わが横浜 河出書房新社 1978
  - わが井伏鱒二　わが横浜 講談社文芸文庫 1995
- 道の思想 創文社 1978
- 文学の運命 構想社 1980
- 寺田透 絵と文 河出書房新社 1981
- 語らぬ筈の自分の事 筑摩書房 1983
- 覚書き日本の思想 岩波書店 1983、復刊1999
- 枕草子 古典を読む 岩波書店 1984／岩波同時代ライブラリー 1996
- 人間喜劇の老嬢たち バルザック一面　岩波新書黄版 1984
- 足跡展望 筑摩書房 1985
- 海山かけて みすず書房 1986
- 私本ヴァレリー 筑摩書房<筑摩叢書> 1987
- 不可測の振幅 筑摩書房 1990
- 平安時代の物語 福武書店 1990
- 泉鏡花 筑摩書房 1991
- 平安時代の日記文学 ベネッセコーポレーション（旧・福武書店） 1995
- 遷易不尽―寺田透遺稿集 講談社 1996

### 道元研究
- 道元の言語宇宙 岩波書店 1974、復刊2001
- 日本の禅語録 二　道元 講談社 1981。抜粋での「永平広録」現代語訳
- 正法眼蔵を読む 法藏館<法蔵選書> 1981、新装版1997
  - 正法眼蔵を読む 法蔵館文庫 2020（林好雄 解説）。正続を合本
- 続・正法眼蔵を読む 法藏館<法蔵選書> 1988
- 日本思想大系 上・下　道元　弁道話・正法眼蔵、水野弥穂子共注 岩波書店 1970-72、新装版1990-91
- 道元和尚廣録 上・下　筑摩書房 1995。永平広録の原文・読み下し・訳註

### 作品集
- 寺田透・評論、全7巻　思潮社 1969-75
- 寺田透・評論 第二期、全8巻 思潮社 1977-81

## 主な翻訳
- ヴァリエテ第2　ポール・ヴァレリー 安土正夫共訳　白水社 1939
- 浮かれ女盛衰記　オノレ・ド・バルザック　改造社 全3巻 1948-49、新版「全集 13・14」東京創元社
- 平役人 バルザック 改造社 1950
- モデスト・ミニヨン　バルザック 改造社 上・下 1950、新版「全集 24」東京創元社
- ドストエフスキー ジイド「全集 14巻」新潮社 1951、「ドストエフスキー全集 別巻」（抄版） 筑摩書房 1964
- 谷間のゆり バルザック 世界の文学・中央公論社、1965、新装版1994
- 私の見るところ（ヴァリエテ第5）、ポール・ヴァレリー、佐藤正彰共訳　筑摩叢書 1966、復刊1985
- ヴァレリー全集／ヴァレリー全集・カイエ篇、筑摩書房[1]